# 南沟岔镇
南沟岔镇，是中华人民共和国陕西省延安市子长市下辖的一个乡镇级行政单位。

## 行政区划
南沟岔镇下辖以下地区：
郑家湾村、薛家渠村、冯家渠村、路坪村、园湾村、宋家坪村、双牛湾村、石窑湾村、张家湾村、王木山村、如子台村、庙焉村、陈家山村、李家山村、封家沟村、砖窑峁村、刘家沟村、应子沟村、南河沟村、南家焉村、中塌村、东沟河村、田家沟村和月塔山村。